# トヨダ・AA型乗用車
トヨダ・AA型乗用車（のちトヨタ・AA型乗用車）は、豊田喜一郎を中心とする愛知県刈谷町の豊田自動織機製作所自動車部（のちのトヨタ自動車工業、現在のトヨタ自動車の前身）が、1935年（昭和10年）に試作した「A1型」を改良し、1936年（昭和11年）に完成させた同社初の量産乗用車である。

## 概要
トヨタ初の量産乗用車として1936年（昭和11年）4月より市販を開始、同年9月には東京府立商工奨励館で開催された「国産トヨダ大衆車完成記念展覧会」に出展され、太平洋戦争中の1943年（昭和18年）までに1,404台が製造された。同時期のアメリカ車の中型車に匹敵する排気量3,400 cc・5人乗りのセダンであり、流線形ボディとシャーシの設計において、クライスラーのデソート・エアフロー（1933年）の強い影響を受けていた。

## 社名と車名
1936年9月発表時の社名・車名は「トヨタ」でなく「トヨダ」である。しかし、翌10月早々には「トヨタ」を正式社名とすることを発表、翌1937年1月に新会社「トヨタ自動車工業株式会社」として愛知県刈谷市の豊田自動織機より分離独立する。そのため、車名に冠された「トヨダ」の使用は約3ヶ月というほんのわずかの期間であり、生産終了までの7年間は「トヨタ・AA型乗用車（トヨタ・AA型）」として販売されている。

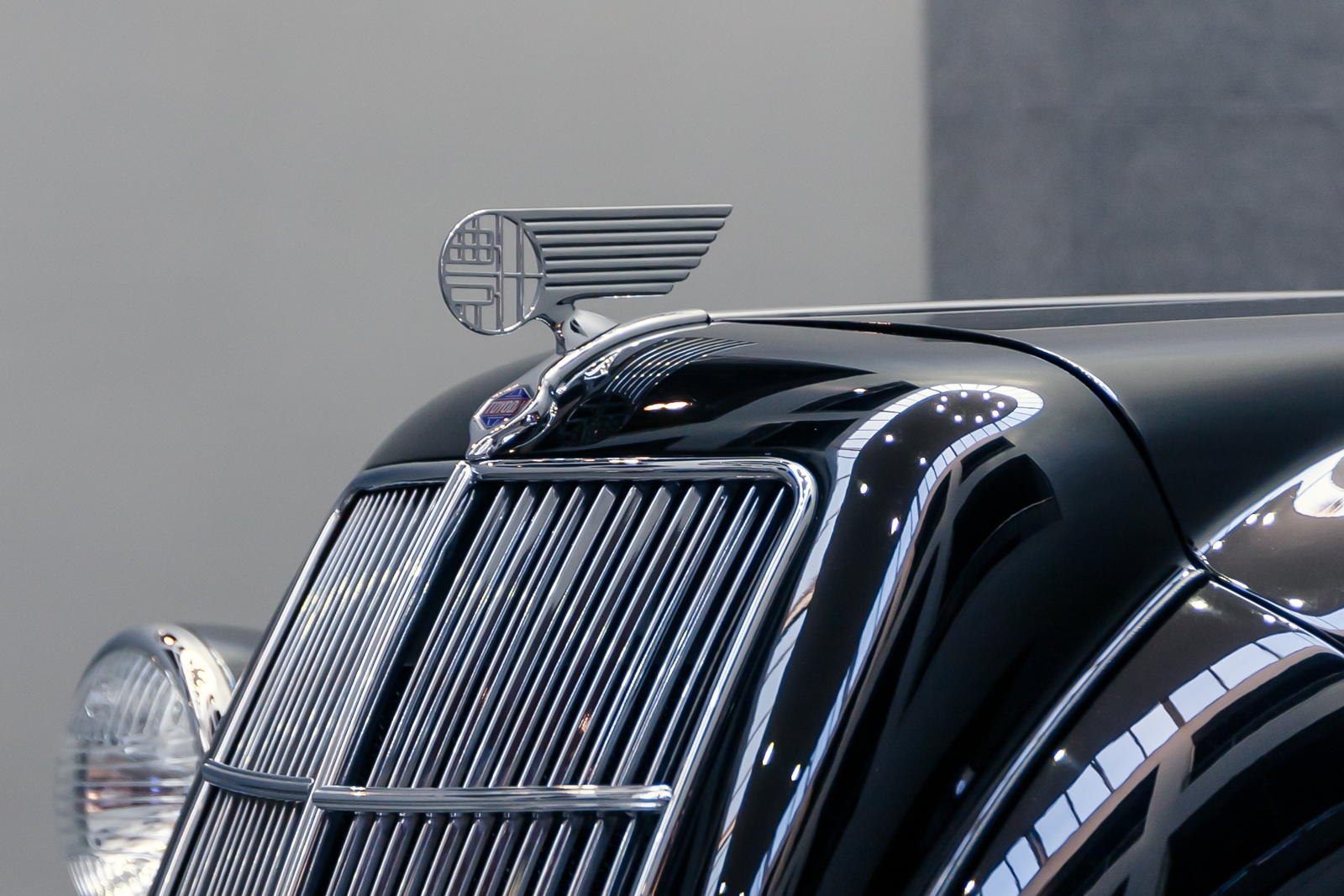
「豊田」を意匠とするAA型復元車のフードクレストマーク（フードマスコット）

## 開発の経緯
1930年代の日本は世界五大国の一角を占める列強といえど、アメリカ・イギリス・フランス・イタリアおよびドイツに比べて経済力や技術力といった国力で劣り、自動車産業にも立ち遅れ自家用車の普及や舗装道路の整備状況は芳しくなく、乗用車の最大のユーザー層はタクシーやハイヤー業者であった。
そして、この時代のハイヤーやタクシーは、比較的廉価でかつ実用上の耐久性が高い排気量3,000ccから4,000ccクラスのアメリカ製大衆車が広く用いられていた。その中でも多数を占めるのは、フォードとシボレー（ゼネラルモーターズ）の2大ブランドで、両社は1920年代中後半に日本に進出し国内でノックダウン生産を行い（「日本フォード（横浜フォード）・「日本GM（大阪シボレー）」、日本市場に深く浸透していた。
当時、最大の需要があったこのカテゴリーに参入することがトヨタ及びAA型の目的であった。これは同時に、4〜5t積みトラック（1935年から製造開始した「G1型トラック」と1936年登場の改良型「GA型トラック」）とエンジンその他を共用し、乗用車・トラック双方の製造コスト低減を図る見地からの施策でもあった。
当時の大衆層に対しては高価であった（1937年当時、3,685円）にもかかわらず、フォードやシボレーと同クラスという意味で「大衆車」を名乗っている。なお、アメリカ車のコピーのエンジンを搭載していたこともあり、既に日本でメートル法が施行された後にもかかわらず、インチ規格で設計されている。

## 基本構成

### シャーシ構成
前車軸上に置かれた直列6気筒エンジンで、トルクチューブ・プロペラシャフトを介して後輪を駆動する。全体的に、当時としては堅実な構成。最大の特徴は、クライスラー社が当時エアフローほかに採用したばかりのアンダーステア形重量配分を応用したことである。エンジンを前車軸上に配置、前後の重量配分を50:50ないしやや前車軸寄りとし、ボンネットを短縮して車室面積を広げながら操縦安定性をも高める手法で、その後世界各国のメーカーがこぞって採用したが、日本ではこのAA型が最初であった。
当時、1934年型シボレーがデュボネ式前輪独立懸架を採用して「ニー・アクション」の名で大々的に売り出したが、耐久性欠如が露呈し、固定軸に戻された事件があった。この一件から、悪路の多い日本では独立式への不信感が強くなっていた。
AA型は前後軸とも縦置きリーフスプリングで吊った固定車軸を用いている。当時のクライスラーも前輪固定軸であるが乗り心地は良いと評されており、これに倣ったともされる。
また、クライスラーは1925年に量産車としては初の油圧ブレーキ（ロッキード社製）を導入し、1928年には自社の大衆車プリムスにもこれを採用して、作動の確実性・強力さから高い評価を得ていた。AA型もこれに倣って4輪ともサーボ付の油圧ドラムブレーキ装備としたもので、日本で普及していたフォードやシボレーが1930年代中期に至っても旧式な機械式ブレーキを用いていたのに比し、著しく先進的であった。

### エンジン

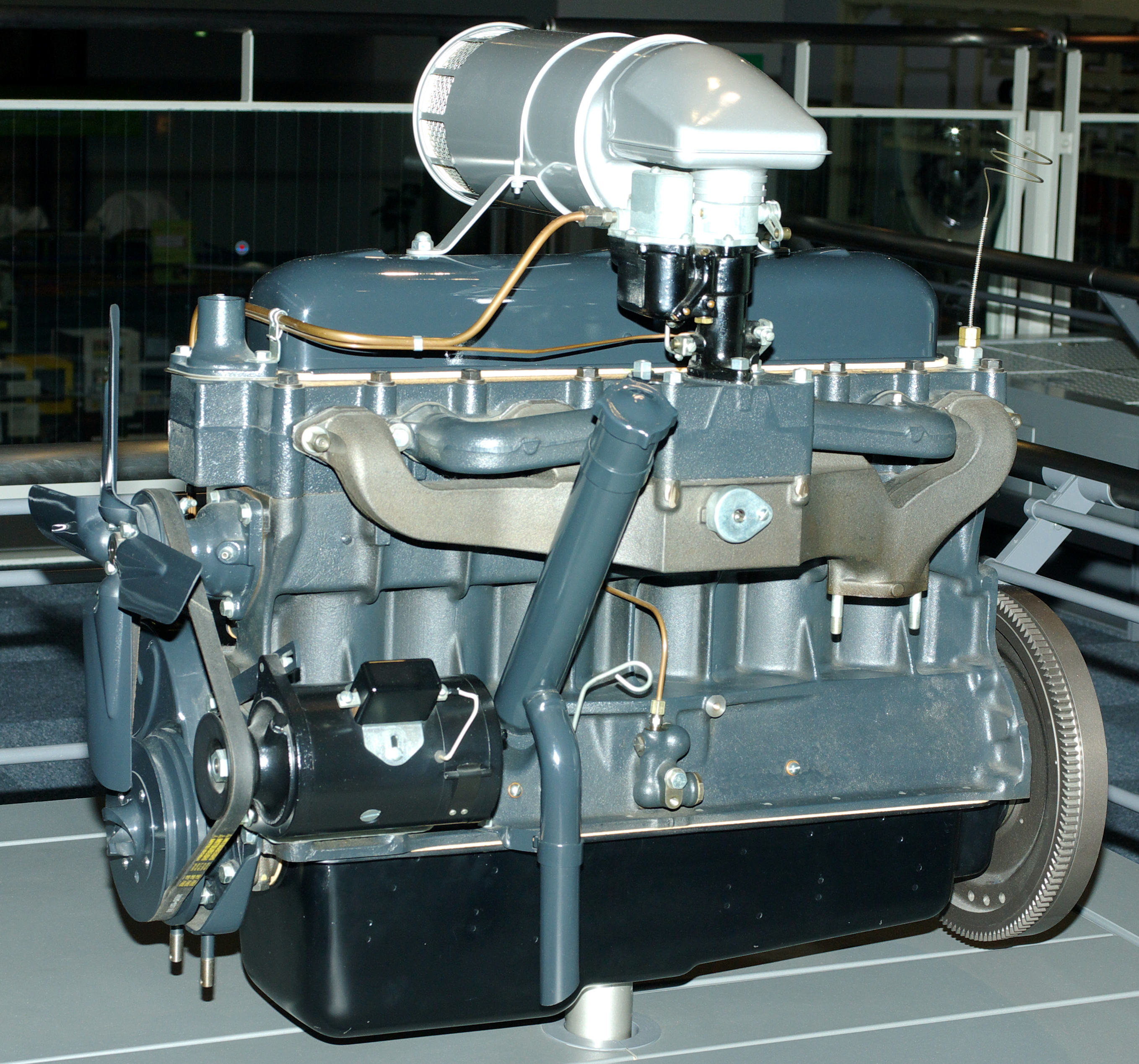
A型エンジン
トヨタ産業技術記念館蔵

搭載されたA型エンジンは、直列6気筒3ベアリングのオーバーヘッドバルブ型である。1933年11月に豊田自動織機に招聘されて入社した技術者・菅隆俊が設計を担当、全体にGM社の1933年型シボレー用直6をほぼコピーし、シリンダーヘッド回りに1934年型シボレーやディーゼルエンジンの技術（スワール発生ポート）も加味して、菅が改良を加えた「菅式ヘッド」を装備する。基本がアメリカ製エンジンのコピーのため、寸法はインチ規格であった。
A1型乗用車の開発過程では完全オリジナルのエンジンを開発せず、アメリカ車エンジンの設計をほぼコピーすることになり、選択対象は自然、市場占有率の高いフォードの「V8」（1932年発表　通称「アーリーV8」）か、シボレーの通称「ストーブボルト・シックス」直6（1928年発表）のいずれかとなった。どちらも本国では幾度もの改良を受けながら、1950年代中期まで長く生産された傑作エンジンである。
当時アメリカの大衆車市場では、シボレーに代表される複数メーカーの直列6気筒車と、フォードのV型8気筒車が覇を競っていた。フォードはアメリカ本国で製造終了した旧式な「B型」直列4気筒エンジン（3.3 L SV）も日本市場向けには廉価版として1935年まで生産していたが、豊田自動織機では自社エンジン生産に際し、将来性のある多気筒型を選択した。
性能を比較すると、絶対的な出力では高回転型のフォードV8に一日の長があったものの、V8は部品点数が多く、製造に特殊な自動工作機械が必要という問題もあって、シンプルで製造しやすい直6を選んだものと言われる。またフォードやクライスラーなどが旧式なサイドバルブだったのに対し、シボレーは先進的なオーバーヘッドバルブであった。
織機製造の経験から、豊田自動織機は鋳造技術のノウハウをある程度持っており、菅も「中京デトロイト化構想」の嚆矢となった「アツタ号」でエンジンの設計と製造の経験があった。しかし、自動車用エンジン鋳造の実現には著しい苦心を重ねたという。試作完成当初は出力が50 hpに達せず、これもまた苦労の末に65 hpに到達した。
以後量産化に移ってからも絶えず改良が加えられたものの、トヨタA型とその後継形式のB型（1941年から生産。クランクシャフトジャーナルを4ベアリング化した）の両6気筒エンジンにおける多くの改良部位は、戦前に日本に輸入された1939年型までのシボレーの設計改良を、適宜後追いで取捨選択し、コピーする形で取り入れたものであった。

### 変速機
3段式変速機の2・3速に、変速を容易にするシンクロメッシュ機構を採用した。アメリカで発明されたばかりの新技術で、日本車としては最初の採用である。当時はエンジンの回転数が低い（アイドリング状態で300rpm程度）ため、シンクロメッシュ・ギアとの組み合わせで変速は相当に容易となった。

### ボディ

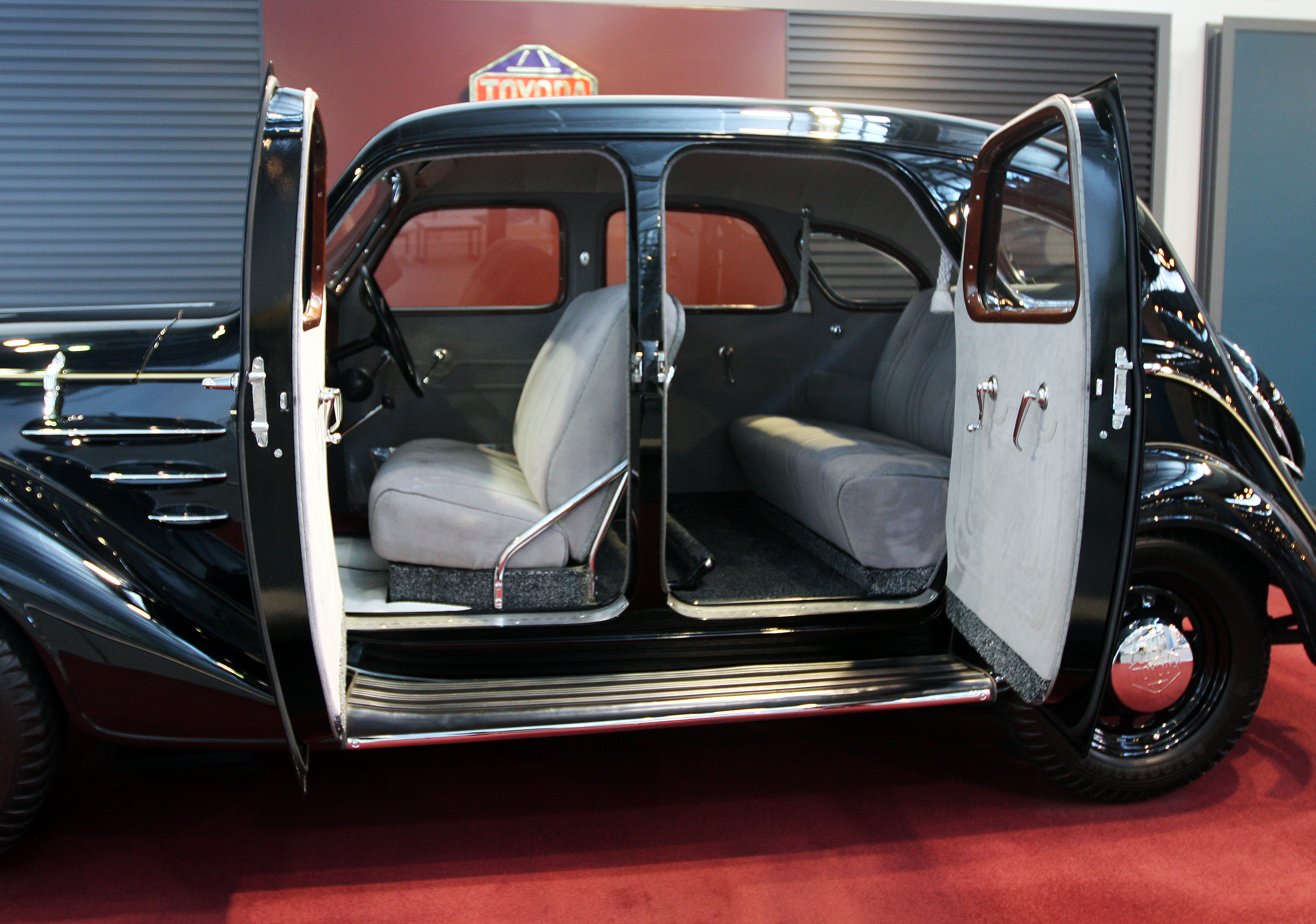
AA型復元車の車内

全鋼製の4ドア流線型。後席ドア後にも窓を設けた後部トランクが全く存在しない6ライト型のファストバックセダン。これもまたクライスラーの流れを汲んだものである。

#### 流線型デザイン
AA型開発に際して、豊田喜一郎はアメリカ車のような頻繁な変更（計画的陳腐化）を必要としないデザインを求めた。このため、当時の最先端である流線形デザインが導入されることになる。
1930年代頭、ドイツ国で研究の進んでいた流線形自動車の発想がアメリカにも移入され、クライスラーは1933年にいち早く、クライスラーとデソートに大胆な流線形を取り入れた市販モデルを登場させた。これはエアフローと呼ばれ、シャシの重量配分や、後世に言う「スケルトン構造」の採用など斬新な設計であったが、当時の人々にとってはその極端な流線形デザインは異様極まりなく、商業的には大失敗に終わった。アメリカで流線形自動車が本格的に普及するのは、より大衆に理解しやすいデザインを持つリンカーン・ゼファー（1935年、フォード社製）の登場以降である。
試作車A1型ではエアフローの曲面デザインをやや穏健にした形状を採った。例えば、エアフローのヘッドランプは現代の車のようにフロントグリルにビルトインされた構造であったが、A1型では当時一般的な外付け式（フロントフェンダー上）に手直しされている。しかしこれもまだ不評で、AA型では更に直線基調を採り入れアクを抑えている。それでも1936年時点の日本では十分に斬新であり、結局このデザインは太平洋戦争中の改良型であるAC型にも受け継がれた。

#### 全鋼製ボディ
1920年代までのアメリカ車の車体は、木骨鋼板張り構造、または木製の骨組みに布を張って防水塗装した「ウェイマン式ボディ」が主流を占めていた。しかしこれらは事故時の耐久性や長期使用時の劣化等に問題があった。全鋼鉄製ボディは耐久性に優れるが、生産性やコストの面から採用に踏み切るメーカーはなかった。クライスラー社は車体メーカーのバッド社の協力を得てこれを克服、全鋼鉄製ボディのいち早い採用で、安全性をアピールした。
AA型にも全鋼製ボディが採り入れられたが、これも日本で最も早い時期の採用である。ただし、アメリカのように高精度の大型プレス機を用いて大量生産を図るほどの規模ではなかったため、プレス部材の採用はごく一部に限られ、多くの部品は工員の手叩きで成型された。これは、当時は熟練工の賃金が安かったことも一因である。
ドアはいわゆる「観音開き」で、前ドアは前ヒンジ、後ドアは後ヒンジだが、前後ドアは完全な対称デザインである。つまり右前ドアと左後ドア、左前ドアと右後ドアが同じプレス型から作られており、プレス型の種類を節約していた。車室内はかなり広かったが、タクシーやハイヤー、またはショファードリブンでの使用を前提としており、後部座席の居住性を優先したため、運転席は前方寄り固定でやや窮屈であったという。

## バリエーション

### AB型（ABR型）

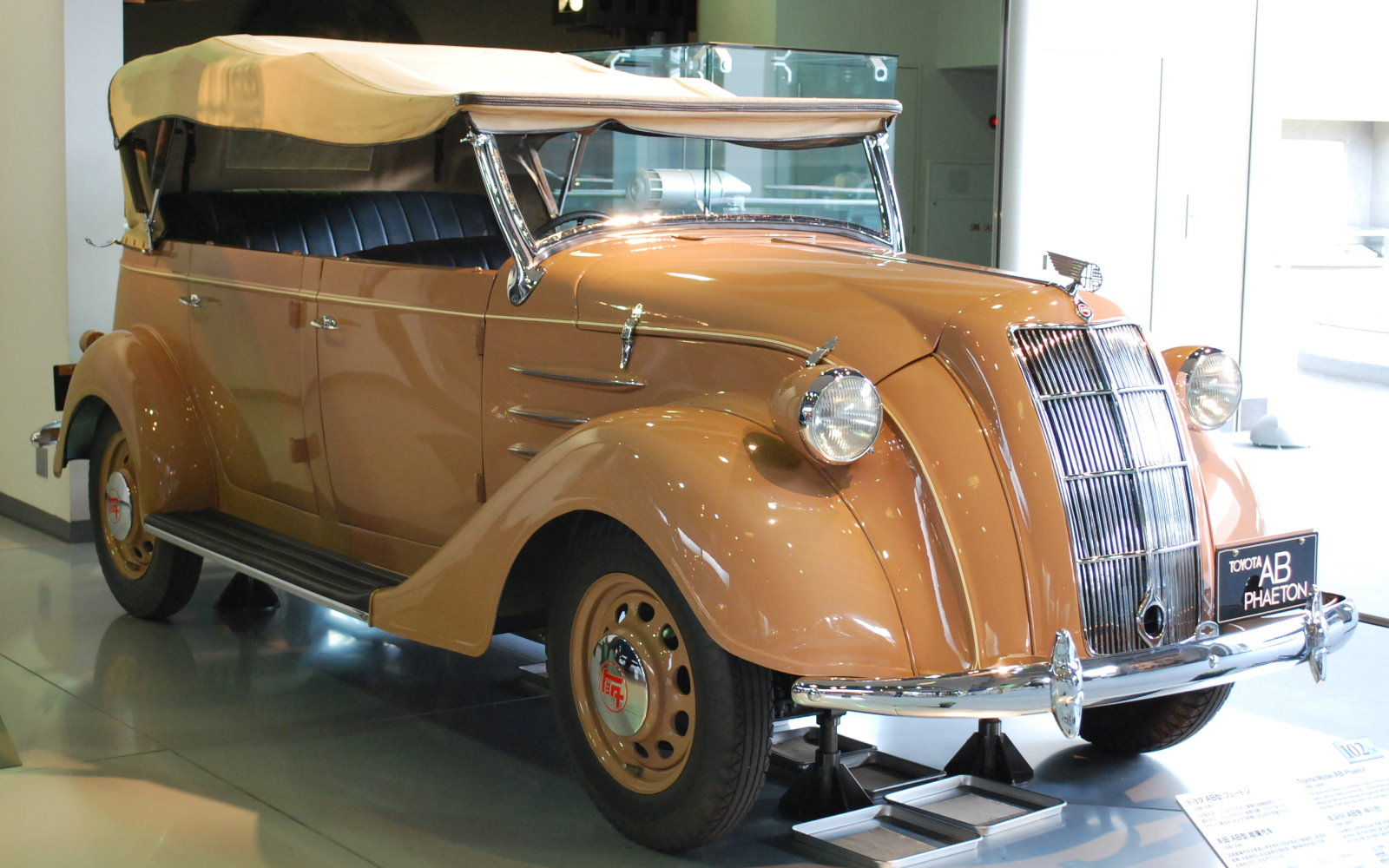
AB型（ABR型）（トヨタ博物館蔵）

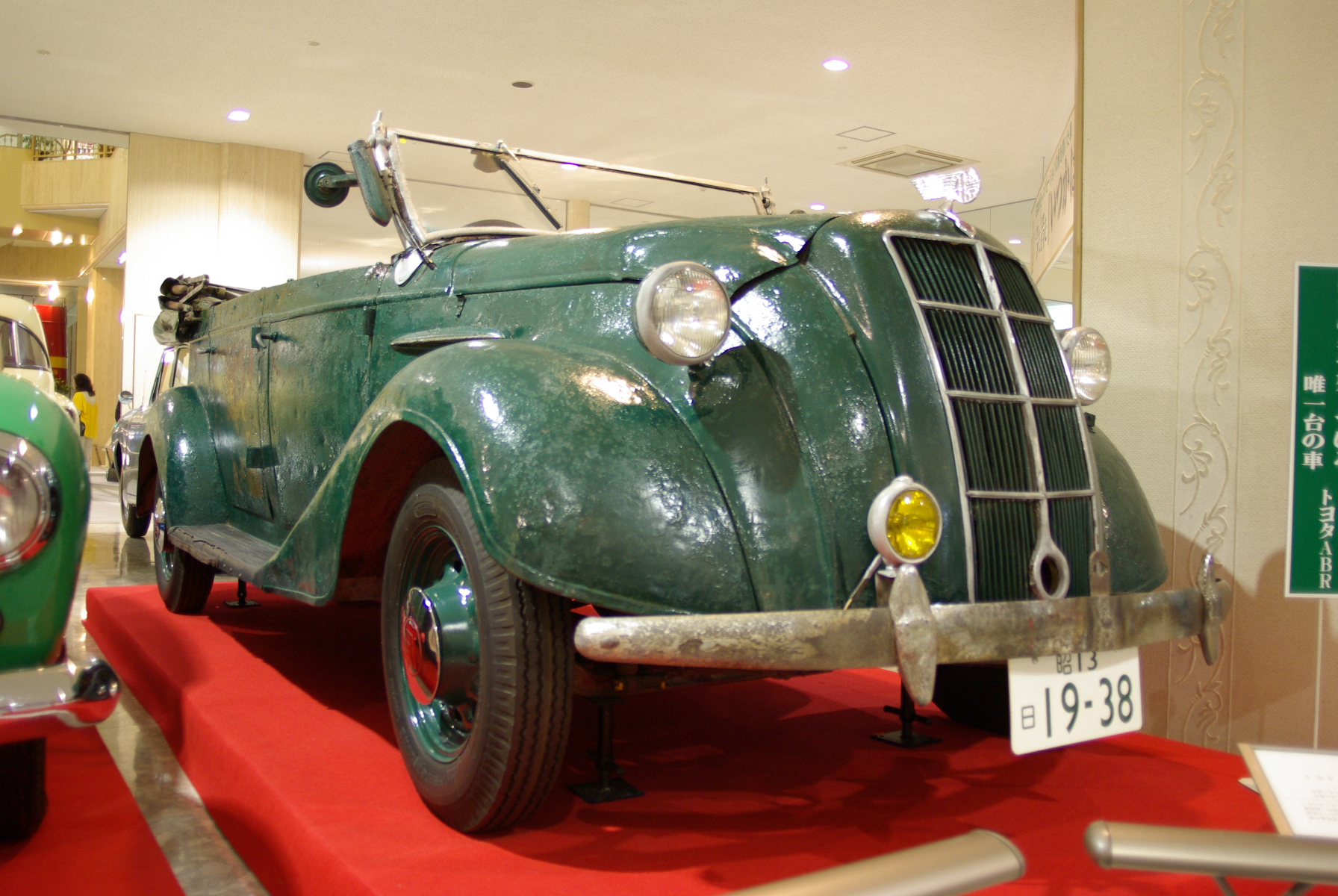
ABR型（再塗装車、日本自動車博物館蔵）

AB型は1936年（昭和11年）、AA型と同時に登場した4ドアフェートン（いわゆるオープンモデル）。基本的な性能はAA型に準ずるが、折り畳み式の幌と可倒式フロントウインドシールドを持ち、ボンネット部分の細かなデザインもAA型とは異なる。
価格はAA型より200円高い3,885円（1937年）だったが、同年に日中戦争が勃発したこともあり民間にはほとんど販売されず、多くはカーキ色に塗装され帝国陸軍に納入されている（この陸軍仕様をABR型と称し、「R」は「陸軍」を意味する）。なお、帝国陸軍全面協力で製作され、陸軍航空部隊の活躍を描いた1940年（昭和15年）公開の映画『燃ゆる大空』に、各トラック・航空用発動機始動車・給油車・サイドカー（側車）と共にABR型が出演しており、劇中では将校の送迎等に用いられている。
1945年（昭和20年）までに353台が製造されたと言われる。
現在トヨタ博物館に収蔵されているAB型は1936年式のもので、法政大学体育会自動車部から同博物館へ寄贈されたものである。

### AC型

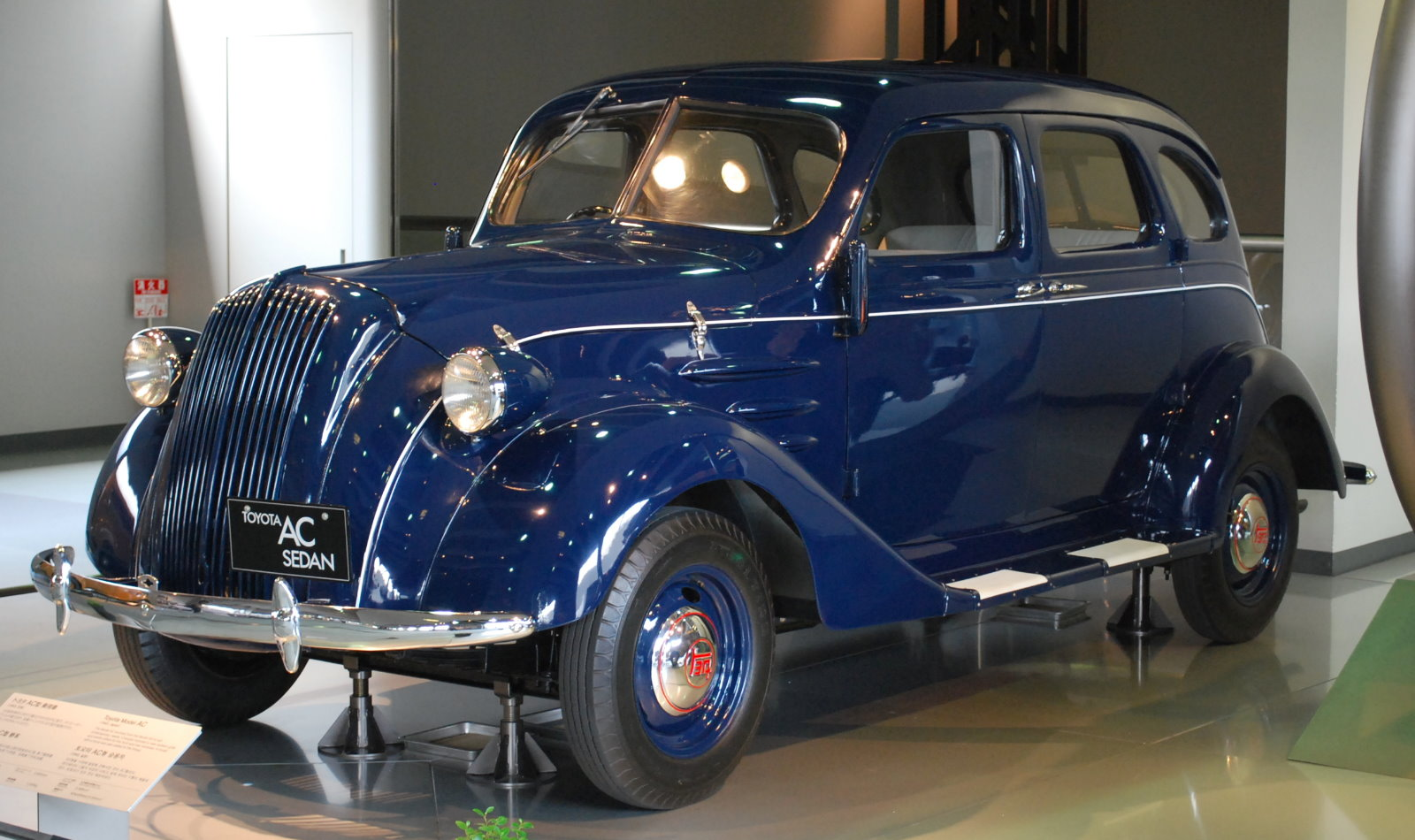
AC型（トヨタ博物館蔵）

AC型は太平洋戦争中の1943年、AA型の改良型として開発された。
戦時型モデルらしく、同時期に生産されたドイツ車やアメリカ車と同様に、クロームメッキの廃止やウインドシールドの2分割化など資材・工作の削減が図られ、地味な外観となった。一方エンジンは排気量をそのままに、出力を75hp/3,000rpm、最大トルクも21.6kg-m/1,600rpmに増強、またトルクチューブ・ドライブを廃して、簡略なオープン・プロペラシャフトのオチキスドライブとなった。
戦時中のため民間への販売は行われておらず、1944年までに製造された65台はAB型（ABR型）同様ほとんどが帝国陸軍に納入されたと言われる。なお戦後の1947年、外国貿易代表団の専用車として、ストックされていたパーツを用いて50台が製造された。これは戦後最初に作られた日本製乗用車である。従って、AC型の合計製造台数は115台となる。

## AA型についてのまとめ

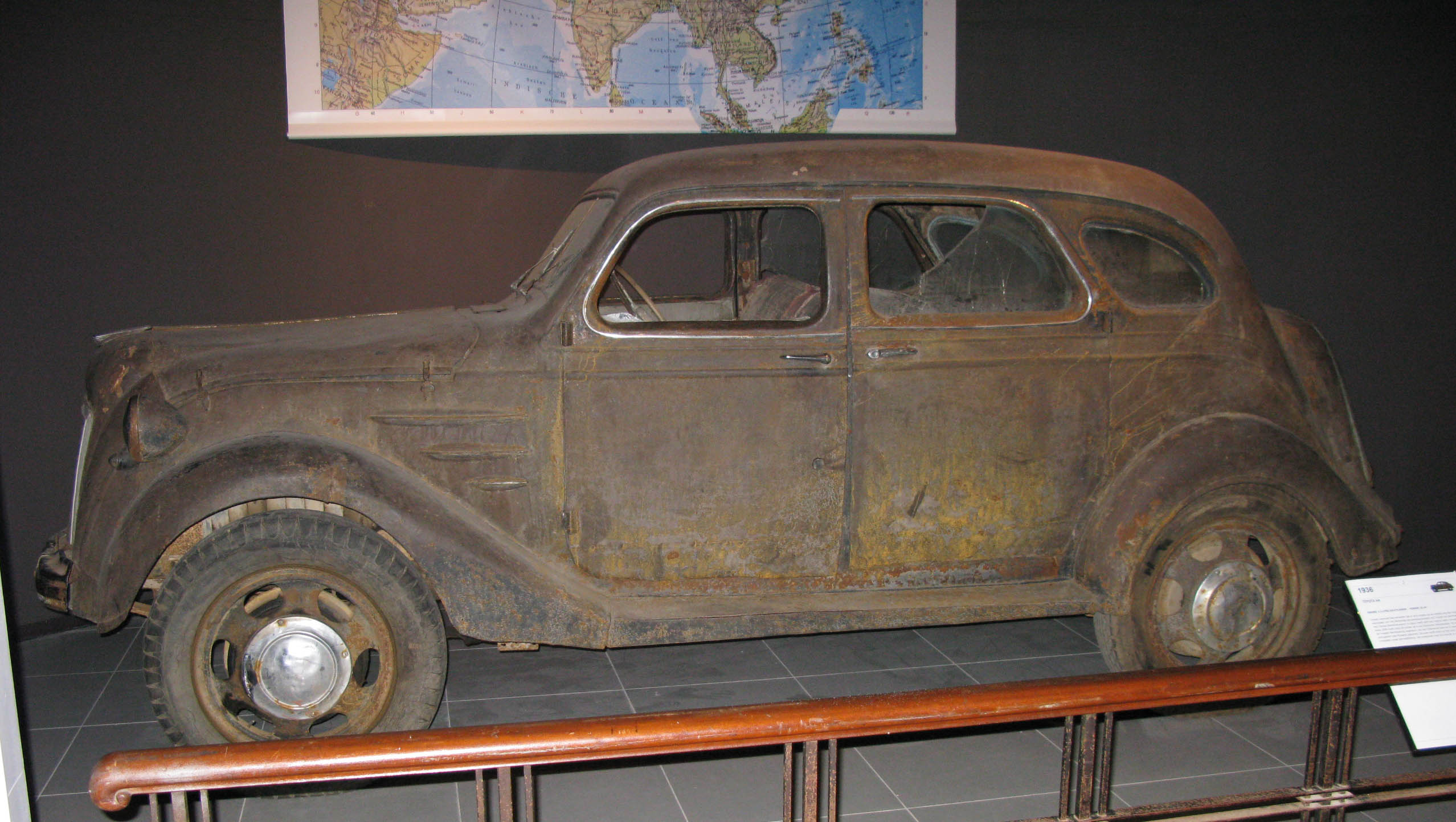
AA型（ラウマン自動車博物館蔵）

AA型は1936年当時では相当な意欲作であったが、当時のトヨタの技術水準はまだ十分なものではなく、品質や価格競争力においては当時の日本製アメリカ車（ノックダウン生産）やヨーロッパ車に及ばなかったと言われる。シボレーのコピーのエンジンを、シボレーとフォードの折衷的シャーシに搭載、クライスラー風のボディを与えたというその成り立ちは、アメリカ製量産車の体裁を模倣せねばならなかった、当時の技術的限界を如実に現した産物とも言えた。
当時アメリカ車やヨーロッパ車が大きなシェアを占めていた日本や満州国市場においては販路も限られ、トヨタ関係企業や官公庁、帝国陸軍などが主たるユーザーであった。輸出については、トヨタにとって初めての乗用車ということもあり、まだ本格的な海外における販路も確立されておらず、満州国など日本の友好国や占領地などの勢力圏で少数が使用されたにとどまる。
元々製造台数が少なかったこともあり、戦争による被災や戦中戦後の酷使の結果、AA・AB(ABR)・AC型の各車は1950年代までにほぼすべて喪失されたものと見られている。豊田喜一郎をはじめとする1950年代前半のトヨタ関係者を撮影した写真に、AA型もしくはAC型と思われる大型乗用車が背景として写り混んでいたり、昭和30年代前期の名古屋駅前で撮影された写真に駐車中のAC型が記録されていた事例から、昭和30年代まではトヨタ自動車所有である程度の残存車があったものと思われるが、以後の消息はつまびらかでない。
AB型（ABR型）については、トヨタ博物館と日本自動車博物館所蔵の2台の現存が確認されている。2000年代になり、第二次世界大戦末期の1945年8月にに満州国に侵攻してきたソビエト連邦軍により接収され、大戦終結後にウラジオストックからシベリアの農夫の手に渡ったAA型と思われる自動車が現存し、オランダ・ハーグのラウマン自動車博物館が入手している事がわかった。左ハンドル化やワイパー、ラジエターグリル、トランク等、改造個所は多くみられるが、リブやフェンダー、ドア、窓ガラスの特徴はAA型と一致しており、後にこの自動車はトヨタ博物館の調査によりAA型であることが確認された。

## AA型復元車

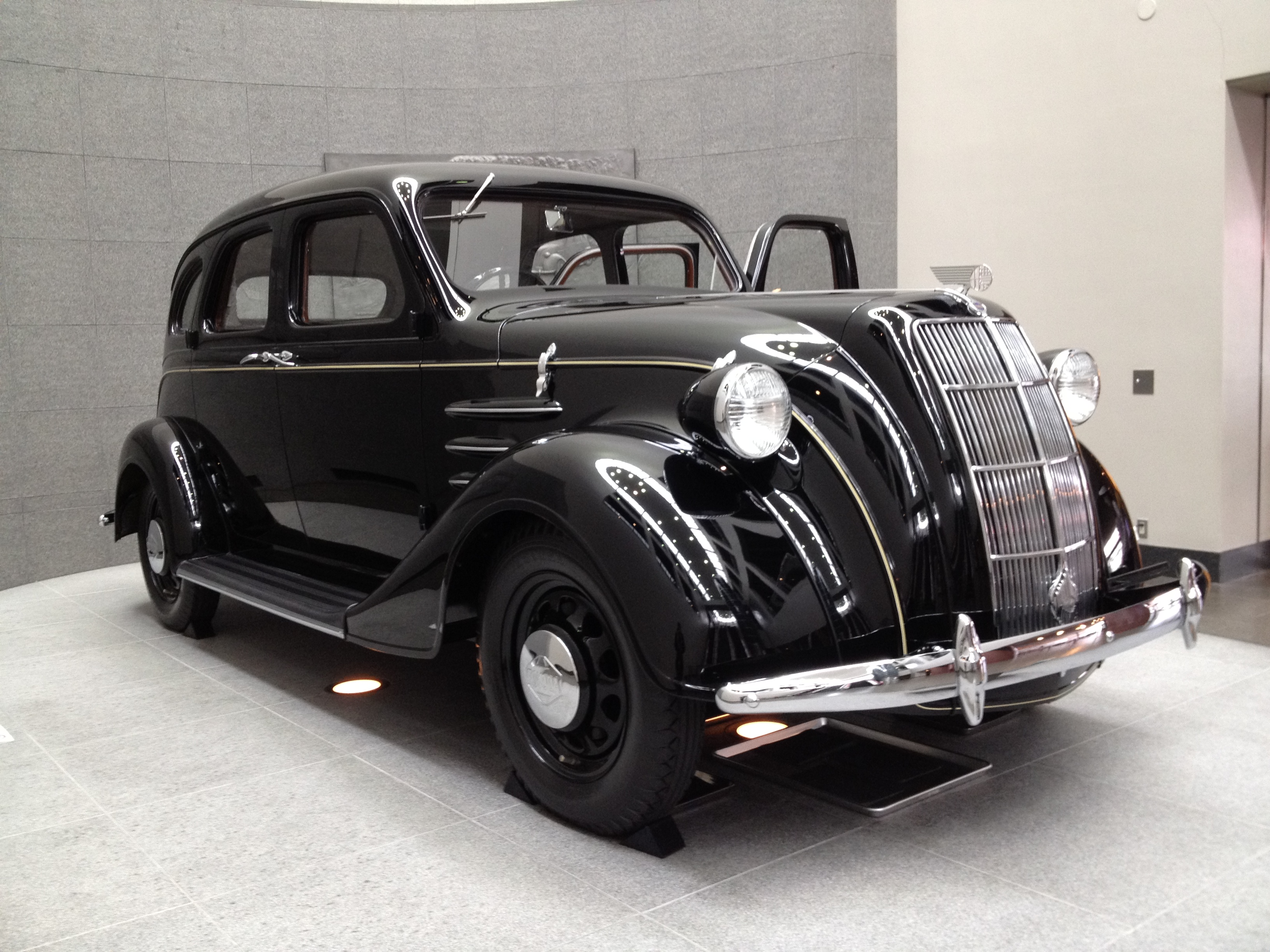
AA型復元車（トヨタ博物館蔵）

1980年代に至りトヨタ自動車は自社のルーツであるAA型の行方を捜したものの、日本国内においてついに残存車を発見することはできなかった。
そこでトヨタでは、AA型を自社で一から復元製作することを決定した。系列の特殊車両製作会社であるトヨタテクノクラフトが実際の作業に当たったが、残存資料が限られており、当時かろうじて生存していたAA型開発当時の関係者からも証言を得て、内張生地の色合いに至るまで、開発時の仕様に極力忠実な復元が進められた。
戦後世代にはなじみのないヤード・ポンド法（インチ規格）の設計で、その換算だけでも困難であったという。また一部、排気管などに図面通りの寸法で製作しても組み付けできない、あるいは図面に書かれていない部品が必要と思われる箇所もあり、さらに1930年代当時に開発・生産に携わっていた1980年当時に生存していた技術者らに聞き取りを行ったところ「そこは現物合わせで調節して組み付けていた」という拍子抜けするような真相が明らかになる部位もあった。
この復元AA型は1986年（昭和61年）に完成した。監修に当たった元自動車デザイナーで自動車評論家の五十嵐平達は、復元車を運転して「昔のトヨタはシボレー（GM製大衆車）のようだったが、これはダッジ（クライスラー製中級車）だ」と評し、復元車の性能水準がオリジナルより上がっていることを示唆したという。あくまで原型に忠実に製造したつもりだったが、技術の進歩の結果、戦前より材質の水準や加工精度、油脂類の品質が上がってしまったのが「予期せざる性能向上」の原因だったらしい。
以後この経験のもと、G1型トラックをはじめとする主な戦前型トヨタ車各車についても復元車が製造され、トヨタ産業技術記念館に収蔵されているが、トヨタ博物館所蔵のAB型（フェートン）は1974年（昭和49年）に法政大学体育会自動車部よりトヨタ自動車に寄贈された車両をレストアしたものであり、復元車ではない。
この経験から、トヨタは自社の歴史にクラシックカーのモチーフを得、その後1996年（平成8年）にはハイラックスをベースに、AA型をモチーフにしたトヨタ・クラシックが限定発売される事になる。